# Mathur
Mathur es una ciudad censal situada en el distrito de Chennai en el estado de Tamil Nadu (India). Su población es de 27674 habitantes (2011). Se encuentra a 40 km de Tiruvallur y a 11 km de Chennai.

## Demografía
Según el censo de 2011 la población de Mathur era de 27674 habitantes, de los cuales 14081 eran hombres y 13593 eran mujeres. Mathur tiene una tasa media de alfabetización del 90,12%, superior a la media estatal del 80,09%: la alfabetización masculina es del 94,72%, y la alfabetización femenina del 85,43%.